# Corsicana
Corsicana és una ciutat del Comtat de Navarro i la seva capital dins de l'estat de Texas dels Estats Units d'Amèrica.

## Demografia
Segons el cens dels Estats Units del 2000 Corsicana tenia 24.485 habitants., 8.762 habitatges, i 5.966 famílies. La densitat de població era de 455,8 habitants per km².
Dels 8.762 habitatges en un 34,2% hi vivien nens de menys de 18 anys, en un 48,6% hi vivien parelles casades, en un 15% dones solteres, i en un 31,9% no eren unitats familiars. En el 27,3% dels habitatges hi vivien persones soles el 13,7% de les quals corresponia a persones de 65 anys o més que vivien soles. El nombre mitjà de persones vivint en cada habitatge era de 2,64 i el nombre mitjà de persones que vivien en cada família era de 3,21.
Per edats la població es repartia de la següent manera: un 27,3% tenia menys de 18 anys, un 12,6% entre 18 i 24, un 26,6% entre 25 i 44, un 18,6% de 45 a 60 i un 15% 65 anys o més.
L'edat mitjana era de 32 anys. Per cada 100 dones de 18 o més anys hi havia 89,9 homes.
La renda mitjana per habitatge era de 27.203 $ i la renda mitjana per família de 33.078 $. Els homes tenien una renda mitjana de 27.516 $ mentre que les dones 19.844 $. La renda per capita de la població era de 14.001 $. Aproximadament el 17,4% de les famílies i el 22,3% de la població estaven per davall del llindar de pobresa.

## Poblacions properes
El següent diagrama mostra les poblacions més properes.